# Reconhecimento internacional da Transnístria
O status disputado da Transnístria surgiu conforme iniciação da declaração unilateral de independência transdniestriana, em 2 de setembro de 1990, que não foi reconhecida pela Moldávia e nem por outros países e organizações internacionais.
Moldávia perdeu controle da Transnístria no fim de 1990 da República Socialista da Moldávia e a subsequente Guerra da Transnístria, mas nunca formalmente cedeu território. Além disso, a PMR (abreviação em russo de República Moldávia Transnistriana), que possui controle sob a região, não foi reconhecida (exceto por Abecásia e Ossétia do Sul, três outros países não-reconhecidos pós-soviéticos), e é de jure considerada como parte da Moldávia.
Os dois principais partidos políticos na Transnístria, Partido Republicano (Respublikanskaya Partiya Pridnestroviya) e Renovação (Obnovleniye) se opõem a qualquer transferência de soberania à Moldávia. O Partido Social-Democrata, liderado por Alexander Radchenko é o único partido funcionando na região a favor da reintegração. Entretanto, negociações através da OSCE têm continuado desde 1997 baseadas na premissa de que melhores relações são desejáveis, e que as restrições em comunicações, movimento de pessoas e fluxo de comércio devem ser removidas.
Na Moldávia, a reivindicação territorial da Transnístria aparece um tanto abaixo nas prioridades e não é uma preocupação aos votantes. Em contraste, os transdniestrianos desejam fortemente a sua independência.